# Thorakale Fraktion

Konventionswerte für einatembare Fraktion, thorakale Fraktion und alveolengängige Fraktion als Funktion des aerodynamischen Durchmessers gemäß DIN EN 481

Als thorakale Fraktion (thoracic fraction) wird unter anderem in den Normen EN 481 und ISO 7708 der Massenanteil der eingeatmeten Partikel bezeichnet, der über den Kehlkopf hinaus in den Atemtrakt des Menschen vordringt. Sie ist eine Größe zur Beurteilung möglicher Gesundheitsgefahren am Arbeitsplatz. Per Konvention wird in der Norm EN 481 festgelegt, dass die thorakale Fraktion durch Berechnung über die einatembare Fraktion ermittelt wird: „Der Prozentsatz […] der einatembaren Konvention, der mit einem aerodynamischen Durchmesser D in Mikrometer zu sammeln ist, ergibt sich aus einer kumulierten Normalverteilung mit einem Medianwert von 11,64 µm und einer geometrischen Standardabweichung von 1,5.“
Die Hälfte aller Schwebstoffpartikel mit einem aerodynamischen Durchmesser von 10 µm gehören zur thorakalen Fraktion. Für die Definition der Feinstaub-Kategorie PM10 wird darauf verwiesen, dass sie der thorakalen Fraktion entspricht.
In der Norm DIN 33897 Teil 1 werden die Begriffe „T-Staub“ und „T-Staubfraktion“ als Synonyme für „thorakale Fraktion“ verwendet.